# Dolní Les
Dolní Les (niem.  Niederwald) – wieś, część gminy Vlčice, położona w kraju ołomunieckim, w powiecie Jesionik, w Czechach.
Osada była areną siedmiokrotnego morderstwa, którego dokonał Josef Svoboda w 1967.